# Davy Rimane
Davy Rimane (* 15. Dezember 1979 in Kourou, Französisch-Guayana) ist ein französischer Politiker. Er ist einer von zwei guayanischen Abgeordneten in der französischen Nationalversammlung.

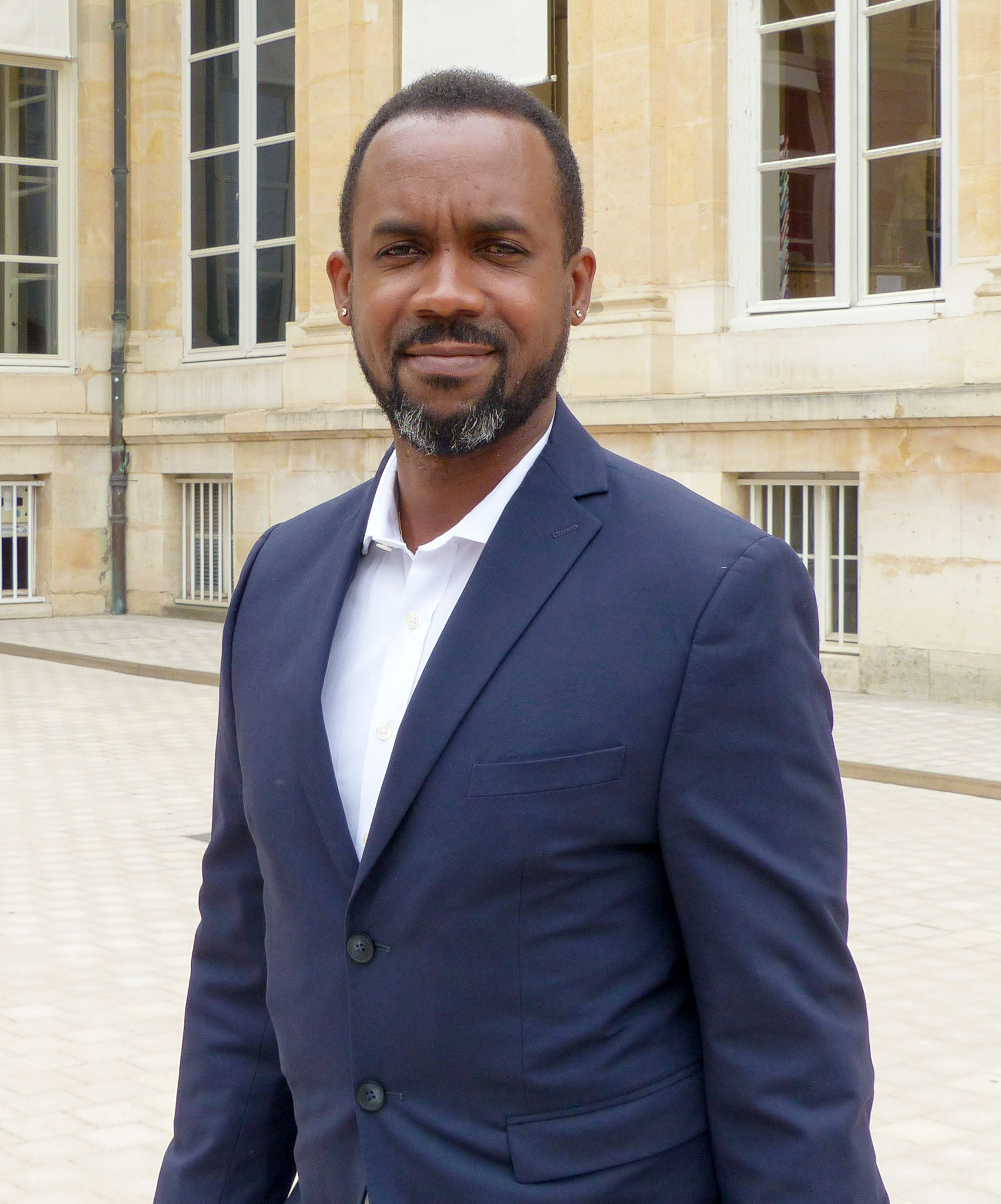
Davy Rimane (2024)

## Leben
Vor seiner politischen Karriere war Rimane von 2001 bis 2022 als Wasserkrafttechniker bei EDF tätig und dort auch gewerkschaftlich organisiert. Er ist Vater von drei Kindern.

## Politische Karriere
Bereits 2017 kandidierte Rimane bei den Parlamentswahlen für das Überseegebiet, scheiterte jedoch beide Male an Lénaick Adam (Ensemble). Sei 2020 war er Gemeinderat in Kourou.
Bei den Parlamentswahlen 2022 kandidierte Rimane erneut. Im ersten Wahlgang landete er mit 21 % noch hinter seinem Konkurrenten Adam, der 31 % erhielt. Im zweiten Wahlgang jedoch errang Rimane 54 % der Stimmen, konnte Adam damit schlagen und zog in die Nationalversammlung ein.
2024 trat er erneut im zweiten Wahlkreis an. Er kandidierte mit dem Wahlkampfslogan „Ce mandat vous appartient“ („Dieses Mandat gehört Ihnen“), er wolle eine echte Vertretung seiner Wähler sein. Mit 60 % der Stimmen landete er auf Rang eins vor Sophie Charles. Diese zog vor dem zweiten Wahlgang ihre Kandidatur zurück, sodass Rimane der einzige verbliebene Kandidat war und mit 8422 Stimmen in die Nationalversammlung gewählt wurde. Rimane ist parteilos und tritt bei Wahlen unter dem Label „divers gauche“ an, wird aber von der Nouveau Front Populaire unterstützt. Im Parlament sitzt er in der Fraktion „Gauche Démocrate et Républicaine“.

### Positionen
Rimane fordert regelmäßig mehr Autonomie für die französischen Überseegebiete. In einem Interview kritisierte er, dass die Insel Korsika als französisches Gebiet eine autonomere Verfassung bekommen habe, und das für Überseegebiete nicht möglich sei. Die Überseegebiete würden außerdem von der Zentralregierung vernachlässigt: „Während wir hier sprechen, haben wir Gebiete, die keinen Zugang zu sauberem Wasser haben. Ist das normal? Nein. Wenn das in einer Großstadt in Frankreich [...] passieren würde, wäre das ein Skandal. Für einige der Überseegebiete ist das schon seit Jahrzehnten so.“ Im Parlament versuche er gemeinsam mit Jean-Victor Castor, Guyana auf die Landkarte aller Abgeordneten zu setzen, indem er innerhalb der Fraktion Redezeit für Überseegebiete durchsetze.